# آدریانا بارازا
آدریانا بارازا (انگلیسی: Adriana Barraza؛ زادهٔ ۵ مارس ۱۹۵۶) یک هنرپیشه اهل مکزیک است. وی از سال ۱۹۸۵ میلادی تاکنون مشغول فعالیت بوده‌است.
از فیلم‌هایی که وی در آن نقش داشته است، می‌توان به بابل، عشق سگی، هنری پول اینجاست ، مرا به دوزخ بکش، خشم، سوسک آبی، وسواس تاریک، نخل‌های سوزان و فیلم  رمبو ۵: آخرین خون  (۲۰۱۹) اشاره کرد.